# 横田正俊
横田 正俊（よこた まさとし、1899年〈明治32年〉1月11日 - 1984年〈昭和59年〉7月1日）は、日本の裁判官。第4代最高裁判所長官を務めた。位階勲等は従二位勲一等旭日大綬章。なお、前任の最高裁判所長官横田喜三郎と同姓だが、縁戚関係はない。

## 人物

横田の最高裁判長官への起用を報じる毎日新聞（1966年6月23日）

1925年（大正14年）4月から裁判官生活に入り、東京地裁判事、東京控訴院判事等を務め、1943年（昭和18年）3月に甲府地裁所長に就任。戦後、司法省臨時企画部長に就任。1946年に大審院判事。1947年（昭和22年）7月に公正取引委員会委員その後1952年（昭和27年）2月に同委員長に任命され1958年（昭和33年）3月に退任するまで、通算10年8か月にわたり公正取引委員会に在職した。公正取引委員長時代の1955年6月、小、中学校における教科書関係事件に関し衆議院行政監察特別委員会に証人喚問された。
1958年（昭和33年）に最高裁判所事務総長となり、裁判官の報酬引き上げに尽力した。その後、東京高等裁判所長官を経て1962年（昭和37年）2月28日に最高裁判所判事に就任。1966年（昭和41年）8月6日、最高裁判所長官就任。1969年（昭和44年）1月10日、定年退官。
最高裁長官の就任の際の記者会見では「訴訟の促進」を延べ、就任後の高裁長官・地裁所長会合でもその趣旨を訓示し、在任中に成果を上げた。普通、長官は司法行政事務や外部の公式行事があるので、小法廷事件には関与しないのが普通だが、横田は長官になっても、所属する第三小法廷の事件処理にあたった。この理由について「当時、第三小法廷には沢山の事件があり、長官が大法廷事件だけやるのは間違いだと思った。書面審理だけなので、書類を見るため目を傷めたが、これも長官の重要な仕事だと思って頑張った」と説明した。裁判でも司法行政でも比較的柔軟な姿勢を見せ、官公労働者争議権の問題では刑事処罰に反対し、青年法律家協会（青法協）の問題については穏健な意見を持っていた。一方で、最高裁長官時代の1968年6月10日に裁判所構内でのプラカードや集会を規制する裁判所庁舎管理規程を制定している。1968年に最高裁判所首席調査官に関する規則（現:最高裁判所首席調査官等に関する規則）を制定し、最高裁判所首席調査官制度を設けた。
最高裁長官退官後に官公労働者争議権の問題では刑事処罰肯定に逆転するが、横田は「非常に残念だ」と語った。青法協の問題については、横田長官在任中は平穏な時でもあったため「少なくとも裁判官については、そう神経質になる必要はない」と、石田長官時代に起こった青法協問題に絡む平賀書簡問題や鹿児島地裁所長発言については「心配のしすぎ、それが一般に強く響いた」とそれぞれ話した。
歴代の最高裁判所長官で唯一、長官親任式が皇居宮殿でなく那須御用邸にて執り行われた人物でもある。

## 略歴
- 1899年01月11日 父横田秀雄が函館控訴院判事のときに北海道函館市で出生
- 学習院、第一高等学校卒業。一高では撃剣部（剣道部）に籍を置き、剣道四段。
- 1923年03月　東京帝国大学法学部卒業。5月 司法官試補 東京地方裁判所詰。
- 1925年03月　判事 東京地方裁判所予備判事
- 1926年07月　東京地方裁判所判事　爾後、民事畑の裁判官として東京控訴院判事、東京控訴院部長等を歴任
- 1946年02月　大審院判事
- 1947年05月　大審院廃止に伴い東京高等裁判所判事[8]
- 1947年07月14日　公正取引委員会発足とともに同委員会委員[注釈 1]
- 1952年02月04日　公正取引委員会委員長
- 1958年03月25日　最高裁判所事務総長
- 1960年05月17日　東京高等裁判所長官
- 1962年02月28日　最高裁判所判事
- 1966年08月06日　最高裁判所長官
- 1969年01月10日　定年退官
- 1969年04月29日　勲一等旭日大綬章受章
- 1984年07月01日　逝去（享年85歳）　叙従二位、銀杯一組を賜る

## 系譜
横田家
横田家は長野県埴科郡松代町（現在の長野市）出身。先祖は奥会津横田の住人山内大学と伝えられ、江戸時代には信州松代藩士として150石の禄を受けていた中級武士であった。父の秀雄は大審院長を務めた。元鉄道大臣の小松謙次郎は叔父。元一橋大学教授吾妻光俊は正俊の弟。
```
　　　　　　　　桂太郎━━三郎
　　　　　　　　　　　　　　┃
　　　　　　　　　　　　　　┣━━━井上光貞
　　　　　　　　　　　　　　┃　　　　┃
　　　　　　　　井上馨━━千代子　　　┃
　　　　　　　　　　　　　　　　　　　┃
　　　　　　　伊達宗徳━━二荒芳徳　　┃　　　
　　　　　　　　　　　　　　　┃　　┏明子
　　　　　　　　　　　　　　　┣━━┫
　　　　　　　　　　　　　　　┃　　┗治子
　　　北白川宮能久親王━━━拡子　　　　┃
　　　　　　　　　　　　　　　　　　　　┃
　　　　　　　　　　　　　　　　　　┏一義
　　　　　　　　　　　　　　　　　　┃
　　　　　　　　　　　　　　　　　　┣泰介
　　　　　　　　　　　　　　　　　　┃　　　
　　　　　　　　　　　　　石坂泰三　┣泰夫
　　　　　　　　　　　　　　　┃　　┃
　　　　　　　　　　　　　　　┣━━╋泰彦
　　　　　　　　　　　　　　　┃　　┃
　　　　　　　　　織田一━━雪子　　┣信雄
　　　　　　　　　　　　　　　　　　┃
　　　　　　　　　　　　　　　　　　┣智子
　　　　　　　　　　　　　　　　　　┃
　　　　　　　　　　　　　　　　　　┗操子
　　　　　　　　　　　　　　　　　　　┃
　　　　　　　　　　　┏霜山精一━━━徳爾
　　　　　　　　　　　┃
　　　　　　　　　　　┗秀野　　　┏正俊
　　　　　　　　　　　　　┃　　　┃
　　　　　　　　　　　　　┣━━━╋吾妻光俊
　　　　　　　　　　　　　┃　　　┃
　　　　　　　　　　┏━秀雄　　　┗雄俊
　　　　　　　　　　┃
　　　　　横田数馬━╋和田英
　　　　　　　　　　┃
　　　　　　　　　　┗小松謙次郎

```

## 横田正俊記念賞
公益財団法人公正取引協会が独占禁止法を中心とした経済法学の振興を図るため、昭和60年度「横田正俊記念賞」を設置し、「横田正俊記念賞」の贈呈を行っている。

### 選考対象
毎年度発表される経済法の若手研究者（原則として大学の助手、講師、助教授になって4~5年まで）の論文のうち最優秀と認められるものに同賞を授与する。

### 選考委員
- 舟田正之（立教大学名誉教授）
- 川濵昇（京都大学教授）
- 金井貴嗣（中央大学教授）

### 賞金
- 金30万円